# Ukit Took
Ukit Took là một nhà vua cuối cùng ở Copan. Ông được lên ngôi vào khoảng ngày 6 tháng 2 năm 822. Ông đã ủy thác Bàn thờ L theo phong cách của Bàn thờ Q nhưng tượng đài của ông vẫn chưa xong — mặt thứ nhất có hiển thị sự đăng quang của nhà vua và mặt thứ hai thì được bắt đầu nhưng hai mặt khác thì hoàn toàn trống không. Dòng thời gian dài của các vị vua ở một thành phố lớn đã kết thúc. Trước khi kết thúc, kể cả những quý tộc đã bị tấn công bởi bệnh tật, có thể vì dịch bệnh trong số các quần chúng suy dinh dưỡng lây lan sang tầng lớp thượng lưu. Với sự kết thúc của chính quyền chính trị tại thành phố dân số sụp đổ đến một phần nhỏ của những gì nó đã được ở đỉnh cao của nó. Sự sụp đổ của thành bang, mà mọi người tin rằng xảy ra vào khoảng giữa năm 822 và 830, cách xảy ra đột ngột.